# دیرین‌خرخاکی‌مانندها
دیرین‌خرخاکی‌مانندها (نام علمی: Palaeoniscidae) نام یک تیره از رده پرتوبالگان است.